# 韦尔莫因 (马亚)
韦尔莫因是葡萄牙波尔图区的一个堂区。总面积4.21平方公里，总人口14277人，人口密度3391.2人/平方公里。